# Štrekna

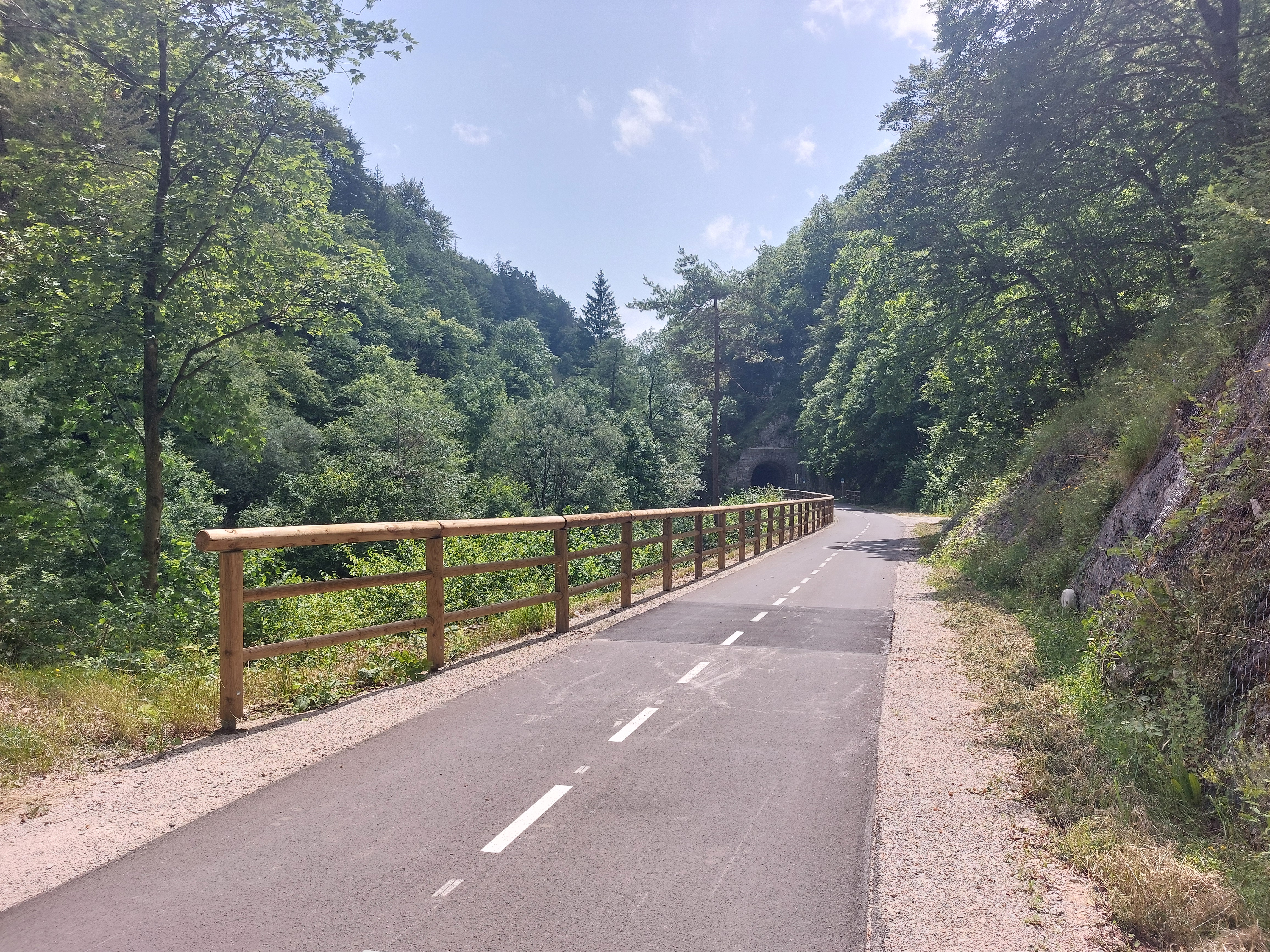
Am Štrekna-Radweg zwischen Gornji Dolič und Velenje

Die Štrekna ist ein 35 km langer Radwanderweg in der slowenischen Koroška, der in weiten Teilen auf einem aufgelassenen Abschnitt der Lavanttalbahn verläuft. Der Radweg nutzt die 1970 aufgelassenen Bahnanlagen und führt mit geringen Steigungen durch das Mißlingtal und das Pakatal, wobei er die Wasserscheide zwischen Drau und Save überwindet.
Am Ausgangspunkt in Dravograd hat man Anschluss an den Drauradweg. Von Dravograd führt die Strecke 23 km lang stets leicht bergauf durch Slovenj Gradec nach Mislinja. Von Dravograd nach Mislinja sind insgesamt 300 Höhenmeter bergauf zu bewältigen. Die Strecke führt auf diesem Abschnitt durch Wiesen, Felder und Wälder. Es gibt keine nennenswerten Kunstbauten der ehemaligen Bahnstrecke. Auffällig sind am Wegrand die Hopfenfelder. Dieser Teil des Radweges ist schon seit vielen Jahren befahrbar.
Ab Mislinja führt der Radweg insgesamt etwa 200 Höhenmeter bergab nach Velenje. Dieser rund 12 km lange Abschnitt ist deutlich spektakulärer als der erste und führt durch ein enges Tal und mehrere ehemalige Eisenbahntunnels. In diesem Abschnitt wurde der Radweg größtenteils erst im Mai 2024 fertiggestellt.

## Bildergalerie

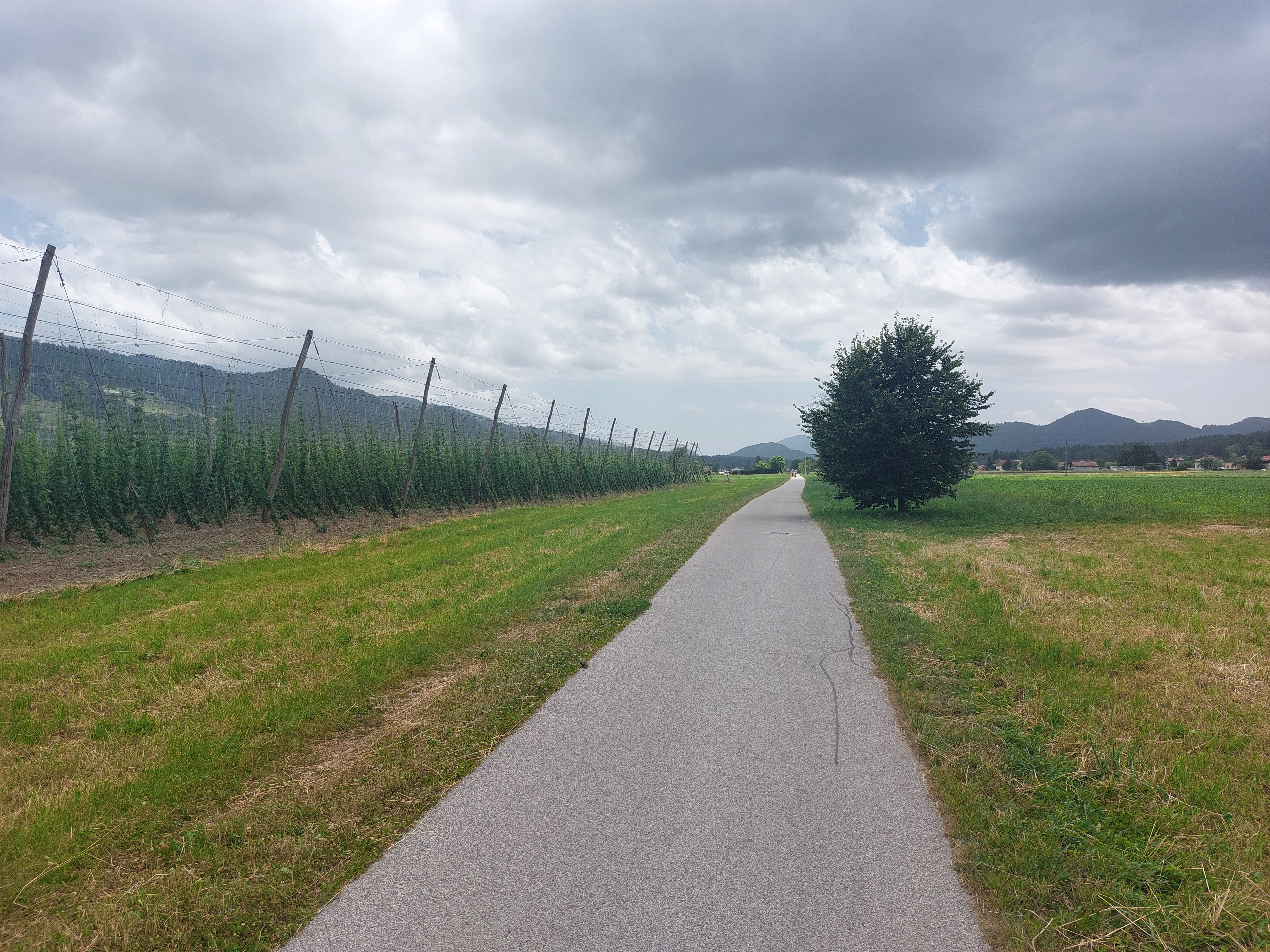
Auf dem Radweg zwischen Slovenj Gradec und Mislinja. Links im Bild ein Hopfenfeld.
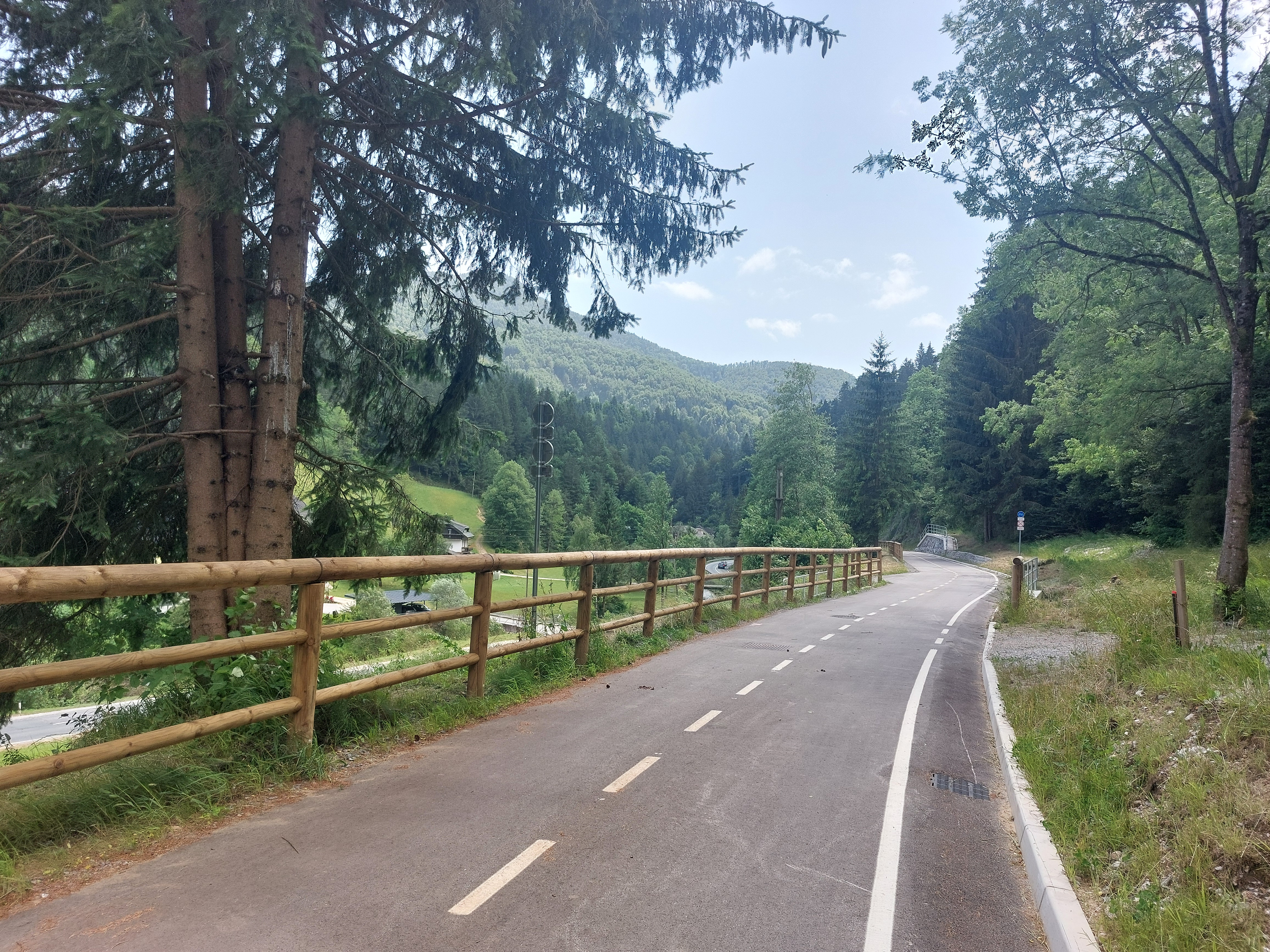
Auf dem neuen, seit Mai 2024 befahrbaren Abschnitt zwischen Gornji Dolič und Velenje.
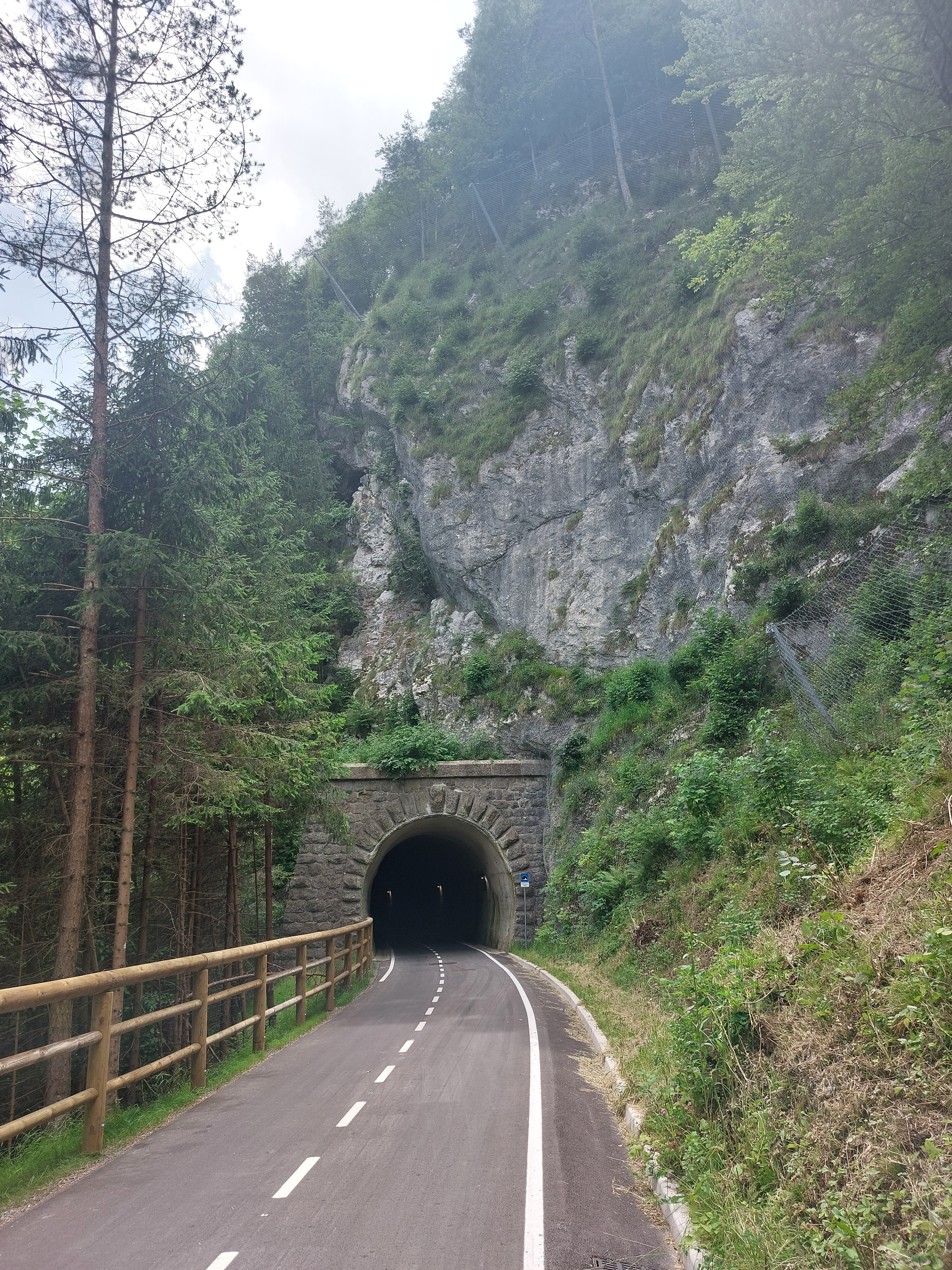
Eines der zahlreichen ehemaligen Bahntunnels im Abschnitt zwischen Mislinja und Velenje.